# روغن قرمز او
روغن قرمز او (به انگلیسی: Oil Red O) با فرمول شیمیایی C۲۶H۲۴N۴O یک ترکیب شیمیایی با شناسه پاب‌کم ۵۸۴۱۷۴۲ است. که جرم مولی آن ۴۰۸٫۴۹۴۹۶ g/mol می‌باشد. 